# Josef Rössler-Ořovský

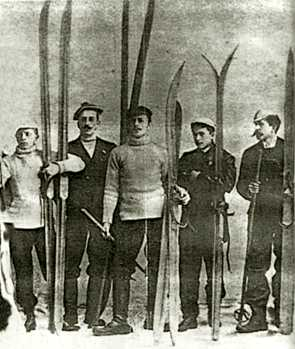
Josef Rössler-Ořovský (uprostřed) s bratrem Karlem (druhý zleva)

Josef Rössler-Ořovský, křtěný Josef Ludvík (30. června 1869 Praha – 17. ledna 1933 Praha), byl všestranný český sportovec a schopný sportovní organizátor.
Patří dodnes k největším postavám českého sportu. Má zásluhy na zavedení řady sportů v českých zemích. Spolupracoval při zakládání četných sportovních klubů a sportovních svazů. Byl především výborným veslařem, ale byl činný i v rychlobruslení, v ledním hokeji, tenise, jachtingu, lehké i těžké atletice, fotbalu a kanoistice.
Byl také vynikající diplomat, (hovořil několika jazyky) a hlavně díky jeho úsilí (spolu s Jiřím Guthem-Jarkovským) se čeští sportovci zúčastnili letních olympijských her 1912 ve Stockholmu jako samostatná země.

## Životopis
Josef Rössler-Ořovský studoval reálné gymnásium v Jindřichově Hradci, pak v Hradci obchodní akademii. Po studiích chemie v Praze odjel do ciziny. Žil v Paříži, Terstu a v Londýně. V Londýně byl šéfem firmy Milde a Rössler. Když se vrátil do Prahy pracoval později jako šéf drogistického velkoobchodu J. K. Rössler v Praze.
Ve svých 12 letech roku 1881 založil spolu se svými spolužáky Bruslařský klub. Dne 13. března 1887 uspořádal jedny z vůbec prvních atletických závodů. Jako student měl ovšem sport zakázán, a tak si vytvořil pseudonym Ořovský. Ross je německy oř.
V roce 1887 také dostal z Norska brusle a dva páry lyží (Lyže objednal v podstatě omylem, neboť když si psal o ceník bruslí, připsal pod jméno „Bruslařský klub Praha“. To si v Norsku vyložili jako Bruslar ski klub – Bruslarův lyžařský klub – a ke katalogu bruslí přiložili i nabídku lyží.) Lyže vyzkoušeli se svým bratrem v noci z 5. na 6. ledna 1887 na Václavském náměstí.
21. listopadu 1887 založil ski-klub. Jednalo se o první lyžařský klub v Evropě mimo území Skandinávie. V roce 1893 založil I. Český lawn tennis club a Český yacht klub.
V roce 1895 se oženil s Emílií Hořínkovou.
Dne 29. března 1896 řídil první derby Sparta–Slavia, ke kterému též přeložil první fotbalová pravidla.
V letech 1896 až 1897 spolupracoval s dr. Jiřím Guthem na možnosti založení Českého olympijského výboru (ČOV). To se jim zatím nepovedlo, zato byli úspěšní v založení České amatérské atletické unie (ČAAU). Tu jim rakouské úřady 8. května 1897 povolily. Prvním jejím předsedou byl dr Guth, druhým Rössler-Ořovský. O dva roky později se oběma pánům podařilo přes ČAAU svolat schůze a založit Český olympijský výbor. Zpočátku příliš nepracoval, založili jej tedy v lednu 1900 znovu. ČOV pak zajistil samostatnou českou výpravu na několika olympijských hrách i v období před vznikem Československé republiky.
ČAAV vytvářela své pobočky a sekce, které se postupně osamostatňovaly. Dne 21. listopadu 1903 byl z jeho iniciativy založen Svaz lyžařů Království českého. Jednalo se o vůbec první lyžařský svaz na světě. Roku 1906 se vytvořila Česká lawn-tenisová asociace, roku 1908 Český svaz hokejový, roku 1910 Ústřední svaz těžké atletiky, roku 1913 Český svaz šermířský. V roce 1908 vznikl další orgán, Česká sportovní rada. Ta byla po léta protiváhou ČOV, jenže když se do jejího vedení oba jmenovaní dostali, oba orgány pozvolna splynuly.
Po vzoru vodních skautů, se kterými se setkal ve Stockholmu, založil v Praze první český oddíl vodních skautů a položil tak základ českému vodnímu skautingu. V letech 1908 až 1912 se zasloužil o propagaci a zavedení kanadských „canoes“ v Čechách a tím položil základ pro rozvoj vodní turistiky. Roku 1913 spoluzaložil Svaz kanoistů království Českého. V roce 1917 byl zvolen starostou Junáka – českého skauta, později vykonával funkci místostarosty Svazu skautů a reprezentoval český skauting v zahraničí; mj. na mezinárodním skautském výboru prosadil posunutí termínů světových jamboree tak, aby nekolidovaly s olympiádami. V roce 1930 byl oceněn nejvyšším skautským vyznamenáním, Řádem stříbrného vlka.
V říjnu 1918, při vzniku republiky organizoval a řídil Skautskou poštu, která zajišťovala kurýrní službu mezi vznikajícími státními orgány. Myšlenka na její zřízení se zrodila v jeho hlavě ještě před vyhlášením samostatného státu. Realizoval ji totiž 20. října 1918, když objednal prostřednictvím M. Knappa u firmy Kolmann na Vinohradech tisk skautských známek. Byl totiž také vášnivým filatelistou a členem nejstaršího českého filatelistického klubu, jímž byl roku 1887 založený Český klub filatelistů.
Za svou činnost byl jmenován rytířem francouzského řádu Čestné legie, důstojníkem francouzské legie a vyznamenán vysokým holandským řádem a jako olympijský činovník obdržel medaile řeckou, švédskou, belgickou, zlatou francouzskou a čs. ministerstva zdravotnictví a tělesné výchovy. Po amsterodamské Olympiádě mu jeho zdravotní stav nedovoloval účastnit se spolkové práce. Rössler-Ořovský zůstal dále činným jako publicista a rádce.
Komerční rada Josef Rössler-Ořovský zemřel v noci z pondělí na úterý v sanatoriu v Podolí. Trpěl dlouho kostní nemocí a chorobou jater.
Zemřel v 63 letech a je pohřben na Vyšehradském hřbitově v Praze.